# Zeuktophyllum
Zeuktophyllum é um género botânico pertencente à família Aizoaceae.

## Espécies
- Zeuktophyllum suppositum